# Utazás a Föld középpontja felé (film, 2008)
Az Utazás a Föld középpontja felé (eredeti cím: Journey to the Center of the Earth) 2008-ban bemutatott amerikai 3D-s kalandfilm, amelyet Eric Brevig rendezett. A producerei Beau Flynn és Charlotte Huggins voltak. A forgatókönyvet Michael Weiss, Mark Levin és Jennifer Flackett írta, zenéjét Andrew Lockington szerezte. A főszerepet Brendan Fraser, Josh Hutcherson, Anita Briem és Seth Meyers alakítja. A film a New Line Cinema és a Walden Media gyártásában készült, a Warner Bros. Pictures forgalmazásában jelent meg. A történet alapjául Jules Verne azonos című regénye szolgált, azonban a környezet és a történet a 21. században játszódik.
Amerikában 2008. július 11-én, Magyarországon 2008. szeptember 4-én mutatták be a mozikban. Általánosságban vegyes értékeléseket kapott a kritikusoktól; a Rotten Tomatoes kritikusai 79%-ra értékelték a filmet, míg a Metacritic 57%-ra. A film világszerte 244,2 millió dollárt termelt a 60 millió dolláros költségvetésével szemben.
A folytatás, az Utazás a rejtélyes szigetre 2012. február 10-én jelent meg, amelyben csak Hutcherson tért vissza a főszereplők közül.

## Szereplők
| Szereplő                   | Színész              | Magyar hang     |
| -------------------------- | -------------------- | --------------- |
| Trevor Anderson professzor | Brendan Fraser       | Széles László   |
| Sean Anderson              | Josh Hutcherson      | Timon Barnabás  |
| Hannah Ásgeirsson          | Anita Briem          | Hámori Eszter   |
| Alan Kitzens professzor    | Seth Meyers          | Kapácsy Miklós  |
| Max Anderson               | Jean-Michel Pare     | N/A             |
| Elizabeth Anderson         | Jane Wheeler         | Agócs Judit     |
| Öregember                  | Frank Fontaine       | Versényi László |
| Leonard                    | Giancarlo Caltabiano | Stern Dániel    |
| Rágógumis lány             | Kaniehtiio Horn      | N/A             |
| Sigurbjörn Ásgeirsson      | Garth Gilker         | N/A             |